# ジェファーソン・デイヴィス
ジェファーソン・フィニス・デイヴィス（Jefferson Finis Davis, 1808年6月3日 - 1889年12月6日）は、アメリカ合衆国及びアメリカ連合国の軍人、政治家。政治家や軍人として様々な経歴を重ねているが、歴史上においては主にアメリカ内戦（南北戦争）の際に分離独立したアメリカ連合国における、唯一の大統領として記憶されている。

## 概要
米国陸軍士官学校（ウェストポイント）の士官候補生として歴史上に現れ、一時的な退役期間を挟みつつ米墨戦争でミシシッピ州義勇軍を指揮し、戦後に政治家へ転身してフランクリン・ピアースの秘書となった。政界ではミシシッピ州選出の下院議員となり、更に上院議員へ転じて上院軍事委員会委員長を務めた。また、政界における恩人であるピアースが合衆国大統領に就任すると、陸軍長官として入閣を果たした。
南部分離に関する政治対立が決定的になるとデイヴィスは南部出身者として、また南部諸州の一角を占めるミシシッピ州の代弁者として立場を決めねばならなかった。デイヴィス個人は内戦やその根源的な理由である奴隷制維持を支持しなかったが、分権論者として地方政府が中央政府から離脱することは連邦制における自治権の範囲であると結論した。1861年1月21日にデイヴィスはミシシッピ州の連邦離脱を支持する演説を行った後、自らも合衆国議会の議席を放棄すると宣言した。1861年2月18日、アメリカ連合国が組織されるとデイヴィスは連合国臨時議会により暫定大統領に選出され、同年の間に正規の初代大統領（任期6年）に就任した。
連合国大統領としてデイヴィスは開始された南北戦争における国家指導を担当したが、総論からいって連合国より遥かに豊かで、また政治的にも結束している合衆国に対抗する方策を見つけることができなかった。外交面では欧州の有力国からは何の支持を得ることもできず、経済面でも独立によって混乱する南部経済の組織化に失敗し、急場を凌ぐために行われた紙幣乱造は南部独立通貨の価値を不安定化させた。統率面でも歴史学者ベル・I・ウィレーによれば、デイヴィスの性格や気質は国家指導者として不利に働いたと評されている。デイヴィスはどんな細事でも自らの手で決裁することを望み、極端に委任を拒む彼の行動はしばしば各部門の責任者との衝突を生んだ。またお世辞にも柔和とは言い難く、むしろ神経質な人嫌いであったデイヴィスは民衆からの人気も今ひとつであり、本人も国民に好かれようと努力しなかった。気難しい性格は人事面にも悪影響を与え、自らの好悪感情より能力の有無を優先するという冷静な判断に欠けていた。
敗戦後の1865年5月10日、デイヴィスは戦犯として合衆国政府に拘束されて国家反逆罪に問われ、有罪にはならなかったものの公職就任の資格を剥奪された。先述の通り、デイヴィスは民衆と距離を置いた指導者であったため、連合国国民の愛国心は主に南部連合軍総司令官ロバート・E・リーに集まる傾向が見られた。しかし戦後に開始された合衆国によるレコンストラクション（南部占領統治）への反対など、南部に殉じ続けるデイヴィスの姿は旧連合国住民から強い尊敬を集め、唯一にして最後の「連合国大統領」はかつての国民から敬愛される存在となった。今日、デイヴィスは南部独立に生涯を費やした人物として、それを押し留めようとした北軍に立ち向かったリーと並び、南部人から最も尊敬される偉人となっているが、奴隷制度を容認していたとみなされており、2020年5月に発生した白人警官による黒人男性の暴行死事件によるジョージ・フロイド抗議運動では南部連合の首都だったリッチモンドにあったデイヴィス像がデモ隊によって引き倒された。

### バチカンとの関係
近年、バチカン市国のアーカイブより、1863年にリンカーン大統領がローマ教皇ピウス9世に送った手紙が発見されている。手紙は公式なもので、彼のサインが手紙とは別色のインクでなされているところから、彼の秘書に口述して書かれた物と判断される。書かれた時期は南北戦争の真っ最中で、南軍が北部に侵入し、25万人もの死者が出ているにもかかわらず、全くの外交的内容で、残酷な戦争に関しては一切触れていない。同時期に、南部（連合国）のデイヴィスもピウス9世に手紙を書いている。デイヴィスの手紙はリンカーンの手紙とは全く逆なもので、自分で書いた個人的なもので、戦争の悲惨さを訴え、罪もない市民が殺されていく現状を鮮明に書きあらわしたものである。彼の手紙の意図は、ローマ法王に南部を国家として認めて貰おうとしたことと考えられる。驚いたことに、数か月後にローマ教皇はデイヴィスを『Presidi Foederatarum Americae Regionum』即ち、『アメリカ連合国大統領』と呼び、返事を送っているので、ローマ教皇が南部を国家として認めたものと受け取って良い。これは、ワシントン（合衆国政府）とバチカンとの間に外交上の問題が生じることを示している。
ただし、バチカンの膨大なアーカイブの中から今までに発見された手紙はこの2通のみなので、それ以上の詳細は不明であるが、この2通の手紙は、リンカーンとデイヴィスの人柄を語っている。なお、バチカンのアーカイブはナポレオンによって全て略奪され、パリに移動されたことがあり、ナポレオン失脚後にバチカンに戻されるが、資料が多すぎて移動が大変だったために、その一部がパリの店屋にて野菜や魚の包装紙用にと売られたりもした。戻った資料は膨大すぎて未だに整理されていないので、どこに何が隠されているのか、未だに分からない状態である。ちなみに、教皇の手紙はその死後75年間は施錠された場所に隔離されており、閲覧できなくなっている。

## 前歴

### 生い立ち
1808年6月3日、サミュエル・エモリー・デイヴィス（1756年 - 1824年）と、その妻ジェーン・デイヴィスの末子としてケンタッキー州クリスチャン郡に生まれた。デイヴィス家はウェールズ系移民の一族であり、祖父エヴァン・デイヴィスの代にアメリカへ移民し、父エモリーは叔父と共に大陸会議派の義勇兵としてアメリカ独立戦争に加わった他、兄の何人かは米英戦争に参加している。一族はメリーランド州やペンシルベニア州、バージニア州などを転々としていたが、ジェファーソン・デイヴィスが生まれた時には母方の実家のあるケンタッキー州へ移住していた。
デイヴィスの生まれはケンタッキー州であるが、幼少期に一家は二度に亘って他州へ移り住んでいる。一度目は1811年のルイジアナ州セントメアリー郡への移住で、二度目は1812年のミシシッピ州ウィルキンソン郡への移住であった。1813年、小さな農園の所有者となった一家はミシシッピ州に腰を落ち着け、デイヴィスもミシシッピ州民としての帰属心を抱くこととなった。ウィルキンソン郡学校で初等教育を開始したデイヴィスは、2年後にドミニコ会のセントローズ修道院が運営する寄宿学校に入るためにケンタッキー州へと戻った。因みに一家は米国聖公会に属していたため、カトリック系学校では珍しいプロテスタント系の生徒であった。ジェファーソン陸軍学校を経てトランシルヴァニア大学に進み、1824年に陸軍士官学校への入校推薦を受けた。士官学校では中庸な成績を収め、1828年6月に33名中23位の席次で卒業した。
少尉任官後は第1歩兵連隊に配属され、ウィスコンシン州クロフォード要塞に駐留した。最初の任務は1829年に砦の修理および拡張のためにレッド・リバー堤防の材木切断を監督することであった。同年にウィネベーゴ要塞に転属となるが、1831年にイエロー・リバーの製材工場の建設および監督の間に肺炎に罹患してクロフォード要塞に帰還した。1832年、ブラック・ホーク戦争が始まるとデイヴィスは直接戦場に従軍する機会は与えられなかったものの、上官であるザカリー・テーラー大佐の命令で捕縛されたブラックホークの護送役を務めた。

### 退役と政治活動
ブラックホーク戦争の縁が元で、テイラーの娘であるサラ・ノックス・テイラーと恋仲になったデイヴィスは結婚を申し込むが、テイラーは結婚に反対した。1835年6月17日、軍を除隊したデイヴィスはサラと駆け落ち同然に結婚して、妻の叔母に匿われて新婚生活を始めたが、結婚生活はサラがマラリアを患って早世したことで余りに早い終わりを迎えた。
妻の死後、デイヴィスは一転して無口で寡黙な性格に豹変して、塞ぎ込んだままにミシシッピ州のウォーレン郡で一軒家を買い取ると、そこで周囲との連絡を一切絶って世捨て人のような生活を始めた。塞ぎ込んだデイヴィスは他者との交わりも避けて、読書や学問に没頭する隠遁者としての生活は実に8年間にも亘って続けられた。隠遁生活を続けるデイヴィスの拠り所は知識収集であったが、その中でも特に政治学と歴史学に強い熱意を注いでいた。何時しかデイヴィスは兄のジョセフらと政治討議に興じるようになり、社会活動への熱意を取り戻し始めた。1843年、デイヴィスは兄と同じ民主党に入党して政治活動を開始、退役軍人としてミシシッピ州の連邦下院選挙に出馬した。また政略結婚として有力政治家の孫娘であったヴァリナ・ハウエルと再婚、6人の子供を儲けた。
1843年、デイヴィスにとっての最初の選挙は落選であったが、1844年に再出馬した時には当選を勝ち取り、ミシシッピ州選出の下院議員として連邦議会に加わった。

37歳の時に妻のヴァリナ・ハウエルと（1845年）。ダゲレオタイプ

### 米墨戦争
議員当選から2年後となる1846年、メキシコ政府との間に米墨戦争が勃発すると、再びデイヴィスは後方での政治活動よりも軍務への復帰で貢献したいと考え始めた。1846年6月、任期途中で議員を辞職してミシシッピ州の義勇軍（州軍）に志願したデイヴィスは、元士官としての経験を買われて義勇軍大佐に任命され、ミシシッピ・ライフル兵連隊の指揮官として前線に復帰した。1846年7月21日、デイヴィスはミシシッピ義勇連隊と共にニューオリンズからテキサスへ海路を使って上陸した。連隊兵は当時としては新式であった雷管銃のM1841ミシシッピライフルを装備しており、デイヴィスは装備の利点を最大限に活用してメキシコ軍に効果的な打撃を与えることに成功した。
1846年9月、デイヴィス率いるミシシッピ義勇連隊はモンテレーの戦いに参加し、1847年2月22日に両軍の決戦となったブエナ・ビスタの戦いでは少将となっていたザカリー・テーラーの指揮下に加わった。デイヴィスはブエナ・ビスタでメキシコ軍相手に勇猛な戦いぶりを見せ、自身も足を負傷しながらも兵を鼓舞して、メキシコ軍に決定的な打撃を与えることに貢献した。戦いを指揮していたテイラーは「娘は私よりも勇敢な男を見る目があった」と賞賛した伝えられている。ジェームズ・ポーク大統領はブエナ・ビスタの戦いでの戦勝を高く評価して、大統領令によってディヴィスを義勇軍准将に昇格することを考えた。しかし合衆国憲法は義勇軍の人事権は連邦政府ではなく各州政府にあると定めており、ディヴィスは各州の自治権を侵害しかねない人事案を拒否している。
キューバの合衆国合流を目指していた政治家ナルシソ・ロペスはロバート・E・リーにキューバ独立軍の軍事顧問に就任するよう打診したことで知られているが、デイヴィスにも同様の働きかけが行われている。しかし両名共に職務との兼ね合いから、独立軍への参加は難しいと返答している。

### 政界復帰
デイヴィスは、上院軍事委員会の委員長に就任した。彼は上院議員に再選されたが、1年もたたない1851年9月にミシシッピ州知事選挙に出馬するため議員を辞職した。しかし、知事選挙には999票差で敗れた。彼はポストを失った後も政治活動を続け、1852年の大統領選挙では民主党の候補であるフランクリン・ピアースのために、南部諸州で選挙活動を行った。ピアースは大統領に当選すると、デイヴィスを陸軍長官に任命した。1857年の大統領選挙ではピアースに代わりジェームズ・ブキャナンが民主党の大統領候補となり当選したが、デイヴィスは内閣には留まらず、上院議員選に立候補して当選した。1858年から1859年にかけてデイヴィスは健康を害し、北東部で静養していたが、その間に何度か議会外で、南部の分離運動に反対する演説を行っている。
1860年には、（反奴隷制派政権の誕生への奴隷制維持派の危機感の高まりから）南部での分離運動はさらに強くなり、現実に共和党（反奴隷制派）の候補であったエイブラハム・リンカーンが大統領に当選すると、サウスカロライナ州は連邦からの分離を宣言した。デイヴィスは、南部諸州が分離することが必要とは考えなかったが、憲法上の理由から各州が連邦から分離する権利を認めたようである。1861年1月、デイヴィスは連邦上院において、ミシシッピ州代表として連邦からの分離を宣言し、決別演説を行って議員を辞職した。

## アメリカ連合国大統領

### 暫定政権の組織
辞任の4日後、デイヴィスは南軍の義勇軍少将としてミシシッピ州軍の指揮官に任命され、これが連合国政府との最初の明確な関わりとなった。1861年2月9日、アラバマ州のモンゴメリーで暫定的に設置された「連合国憲法制定会議」（実質的なアメリカ連合国の準備政府）は、ジェファーソン・デイヴィスをアメリカ連合国の暫定大統領に指名すると発表した。デイヴィス個人は南部分離と内戦に強く反対する立場であったが、各州の自治権を認める分権論者としてミシシッピ州全体の決定に従い、連邦議会で同州の連邦離脱を宣言する役目を担ったという経緯があった。故に分離政府の元首に指名されたことに対しても、暫く回答を留保するなど慎重な姿勢を見せたが、最終的に1861年2月18日に要請を受託して連合国暫定大統領へ就任した。
暫定大統領就任後、デイヴィスは連合国と合衆国との協議の場を設けるべく、議会の許可を得て外交使節団を結成した。1861年3月、外交使節団はサムター要塞の戦いの前にワシントンD.C.を訪れる手筈になっており、南部諸州に存在する連邦政府直轄資産を全て接収するのではなく国費から代価を払って合法的に取得することを申し出るなどして、予定では可能な限り合衆国からの平和的離脱を目指すことになっていた。ただし、外交使節団は南部諸州の「再統合」を交渉の対象とすることが許されておらず、合衆国下での自治権拡大で妥結することを望んでいた合衆国政府との協議成立は期待できなかった。
またデイヴィス自身も融和政策の一方でP・G・T・ボーリガード大将を南軍総司令官に指名し、密かに開戦に向けた準備を始めさせていた。ボーリガード大将はサウスカロライナ州のチャールストンに軍を集結させると、南部側の国境要塞で唯一南軍への合流を拒否していたサムター要塞の武力接収を政府に提案した。デイヴィスは連合国暫定大統領として、サムター要塞攻撃を許可する政府の閣議決定を承認している。1861年4月12日、サムター要塞に対して南軍が砲撃を開始、実質的に両国は内戦状態に突入した（南北戦争）。
開戦から程なく中立を維持していたバージニア州がアメリカ連合国に合流すると、デイヴィスは連合国の首都をモンゴメリーからより北方となるバージニア州リッチモンドに遷都した。建設されていたバージニア州議会議事堂が連合国政府の新しい連合国議会議事堂として使用され、デイヴィスが執務室を構えた議事堂から2ブロック北の古典主義式の邸宅は連合国政府のホワイトハウスと呼ばれた。1861年11月6日、連合国議会はデイヴィスを任期6年の初代大統領に選出、1862年2月22日に大統領就任式が行われた。これにより正式にアメリカ連合国が発足し、デイヴィスも名実共に新国家の初代元首となった。

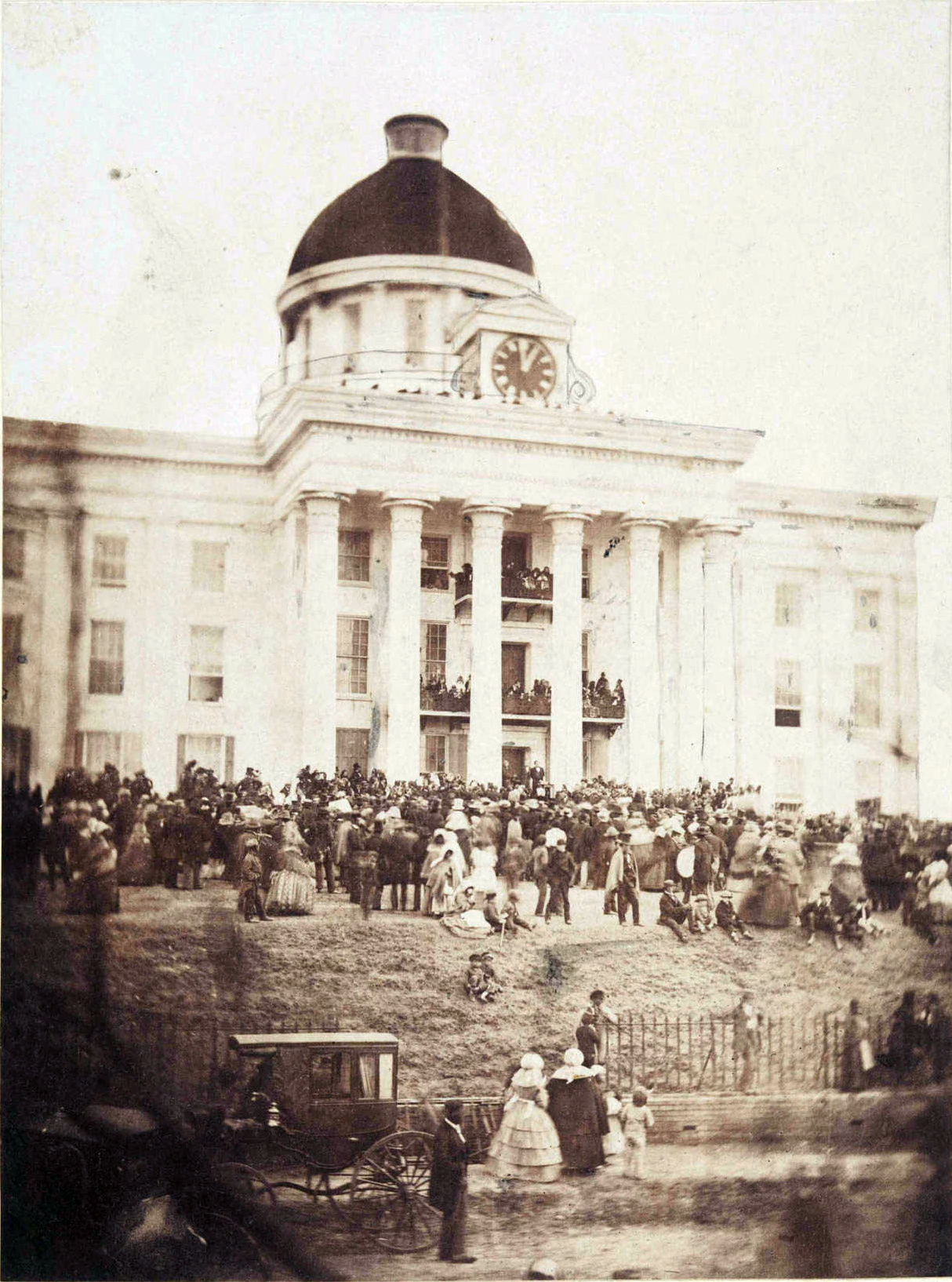
ジェファーソン・デイヴィスを暫定大統領へ選出した際の連合国臨時議会前（1861年2月18日、モンゴメリー）

### 国家指導
1862年6月、戦争が激化する中で主要戦線の一つである北バージニア戦線の総司令官ジョセフ・E・ジョンストン大将が負傷する事態が発生した時、恐らく人事面で最も成功した決断となるロバート・E・リー大将を北バージニア軍に抜擢する決断を下した。それまで大きな役割を与えられていなかったリー将軍は北軍に対して大きな軍事的功績を上げ、戦局を大きく覆す勝利を得た。気難しく周囲の閣僚や高官達を信任しなかったデイヴィスはしばしば独断で戦争政策を取り決めたが、リー将軍の提案に関しては信頼を寄せ、これを容認することが多かった。
1862年12月、デイヴィスは自ら西部戦線の前線を視察して、兵の閲兵を行うなど前線の士気を鼓舞するために労を払った。彼は連合国が国家資源や国力の面でそもそも合衆国に大きく差を付けられていることを理解しており、連合国が合衆国から対外的な独立を維持するには危険な攻勢には転じず、徹底して戦略的防御に徹し続けることが唯一の方策であると結論していた。デイヴィスのこうした持久主義は連合国軍の基本路線となり、特に輸送路の要である首都リッチモンドの防衛には全力を注がねばならないと考えていた。しかし南軍が優勢に転じて合衆国政府に動揺が広がるのを目の当たりにすると、次第にデイヴィスも首都ワシントンの占領による講和という短期決戦論に傾き始め、軍による攻勢計画を承認する決断を下した。そして攻勢計画は戦力に勝る北軍の前に頓挫して、アンティータムの戦いとゲティスバーグの戦いで破局を迎える結果となった。1863年8月、リー将軍は二度に亘る攻勢作戦の失敗から退任を自ら申し出たが、デイヴィスはリーを慰留することに努めた。
歴史学者達の幾人かは、デイヴィスが人事面で実力の有無より自身が信頼するか否かで決断を下したことと、戦時下での経済拡充を最初から放棄していたことを適切な国家指導ではなかったと指摘している。戦争後期までデイヴィスは連合国大統領が軍の最高指揮官を兼ねることを必要視し、効率面から連合軍最高司令官職を創設すべきとする意見を却下し続けた。1865年1月31日になって漸くデイヴィスは信任するリー将軍を連合軍最高司令官に任命したが、余りにも遅すぎる決断であった。またデイヴィスは持久戦に備えて、或いは郷土防衛の色合いが強い南軍が結束を失わないように、南部連合国の領土を出来る限り失わない配慮をしたが、これはデイヴィス自身が理解していた連合国の乏しい資源を更に分散させることと同義であった。更に当初の持久路線を支持する論者からは最終的にリー将軍に説き伏せられる形で攻勢計画に転じ、軍の短期決戦論を抑えられなかったと批判される傾向にある。
恣意的な人事については米墨戦争以来の盟友であるブラクストン・ブラッグ将軍を、重要な会戦で失策を犯して司令官たちの信頼を失っているにもかかわらず交代させることを却下している。逆に実績があるものの反りが合わなかったジョセフ・ジョンストン将軍を更迭してジョン・ベル・フッド将軍をテネシー軍司令官に任命している。後にフッドはアトランタ失陥とテネシー軍の壊滅という失態を犯し、後に再任されたジョンストン将軍は「ウィリアム・シャーマン将軍率いる北軍を撃破せよ」との命令に対し、打撃を受けた自軍では「シャーマンを悩ます程度のことしかできない」と返答している。
内政面ではデイヴィスは自らも退役将官ということもあり兵士や士官への閲兵や激励に労を厭わない一方、国民に向けて熱心な演説を行うことは余りなかった。戦争を通じて高まりつつあった連合国国民としての一体感や国家主義的な雰囲気を、デイヴィスは有効に活用することをしなかった。デイヴィスは民衆を奮い立たせるような演説を得意とせず、代わりに運命に従って死に向かうように諭すことが多かった。デイヴィスは二度に亘る前線への閲兵を除けば派手な示威行為を殆ど行わず、リッチモンドでの実務に情熱を傾けていた。新聞などの報道機関は未発達で、地方では十分に首都における大統領の動向を広めることができず、戦局が悪化するにつれて大統領への不信感を根付かせることになった。また国内の戦時経済は日に日に悪化していき、1863年4月には首都で大規模な食糧暴動が発生している。デイヴィスの気難しさは最も近い立場である筈の副大統領アレクサンダー・スティーヴンズとの口論まで生み出した。独立心の旺盛さから南部連合に加わった各州の政治家達との協議も、柔和さに欠けるデイヴィスとの論争で暗礁に乗り上げることが多かった。

### 連合国崩壊

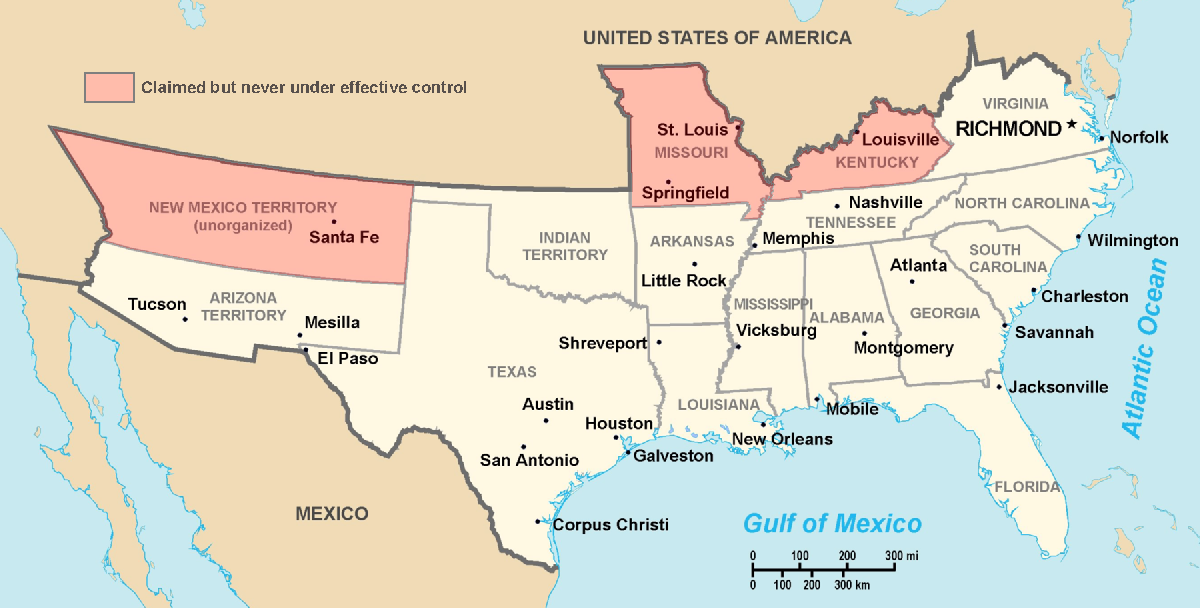
アメリカ南部連合政府の支配圏

1865年4月3日、首都リッチモンドの防衛が不可能となるまでに衰退した南軍は遂に首都防衛を諦めて撤退を開始し、デイヴィスも閣僚陣と共に列車でリッチモンド南方のダンヴィル市に政府機能を移動させた。彼はダンヴィルで連合国大統領として最後となった公文書を執筆すると、北軍の追撃を逃れるためにバージニア州から離れてより遠方のノースカロライナ州に向かい同州のグリーンズボロに到達した所で、リー将軍から合衆国軍の総司令官グラント元帥へ全軍降伏を行うとする報告書を受け取った。
連合国軍総司令官の地位にあったリー将軍による降伏が宣言されてなお、連合国国民の多くは抗戦意思を残していた。ルイジアナ州シュリーブポートで開かれた民衆集会ではデイヴィス政権は北軍への抵抗を続けるべきであり、連合国国民はそれを支持するべきとの声が次々と上がった。実際に政府内ではデイヴィスら閣僚陣をキューバに移動させてそこにアメリカ連合国亡命政府を樹立し、北部の占領統治に対する民衆の抵抗を指導する計画があったと言われている。事実はともかく、デイヴィスは閣僚と共に各州の支持者から支援を受け、自らの支持基盤でもあるミシシッピ州へと向かっていたと思われる。
しかし1865年5月5日、ジョージア州で北軍による追跡の手が迫り、もはやこれ以上の逃避行は無意味になりつつあった。支持者から提供されていた邸宅でデイヴィスは閣僚達を集め、最後の「閣議」を開いて連合国政府の解散を宣言し、その5日後の1865年5月10日にジョージア州アーウィンヴィルで郵政長官ジョン・レーガン、前テキサス州知事フランシス・ラボックと共に拘束された。このとき妻が所有していたオーバーコートを寒さを凌ぐために肩にかけて歩いていたが、以前から北部政府による南部批判の一環としてデイヴィスへの中傷が行われており、この一件も北部の新聞では「女装してまで逃げようとした」と歪曲される中傷を受けた。

### 内閣

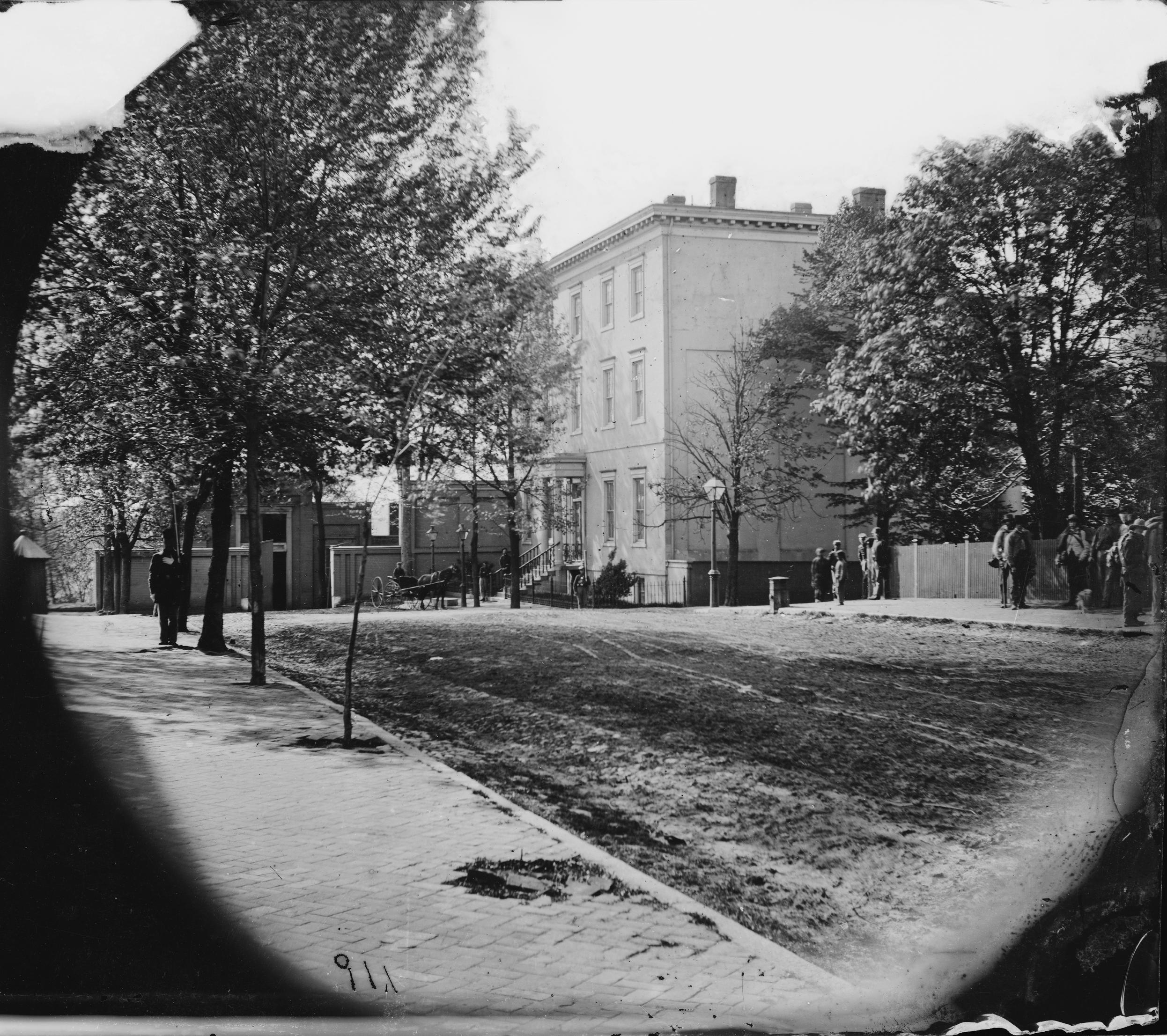
大統領官邸

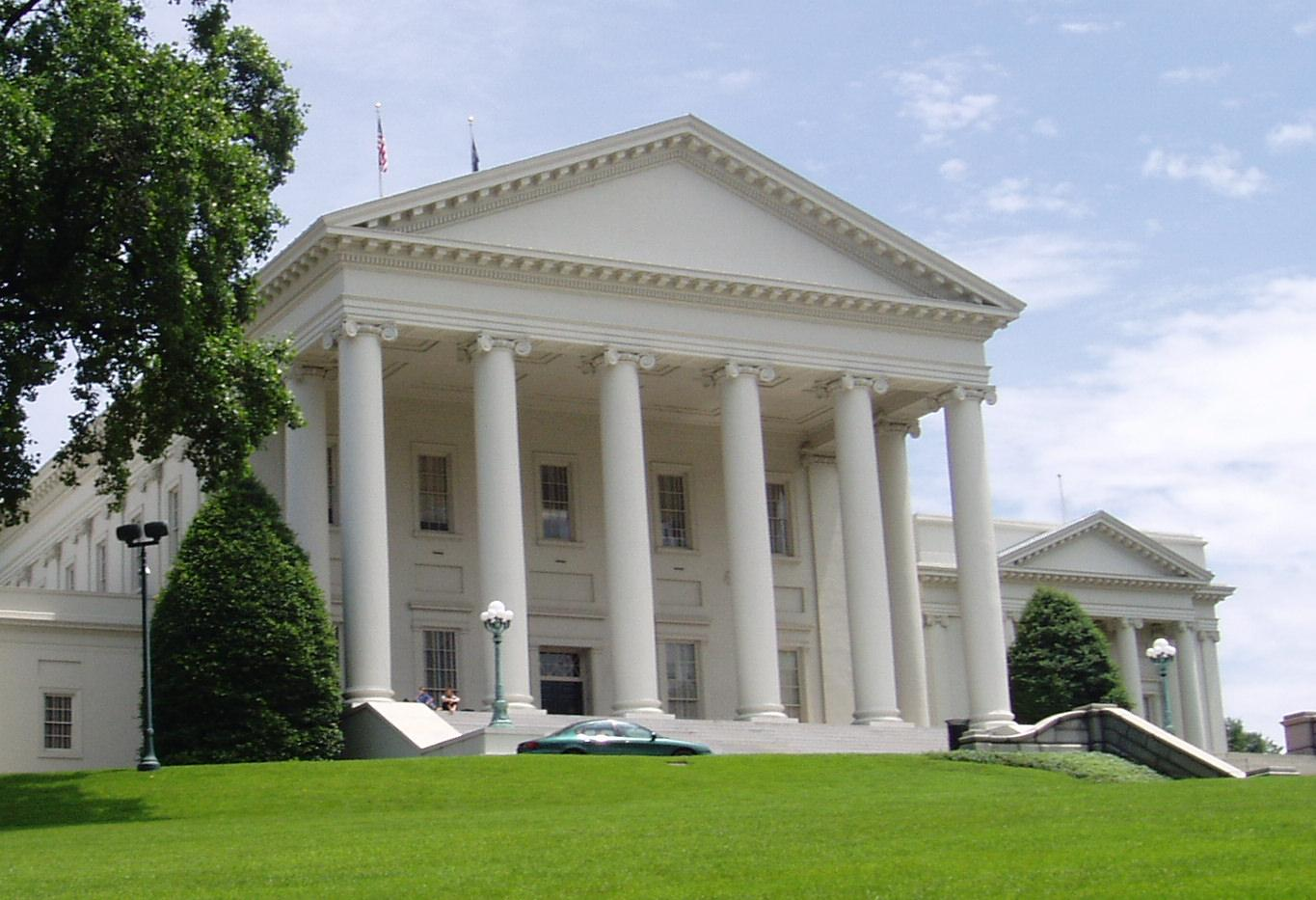
連合国議会議事堂

## 戦後

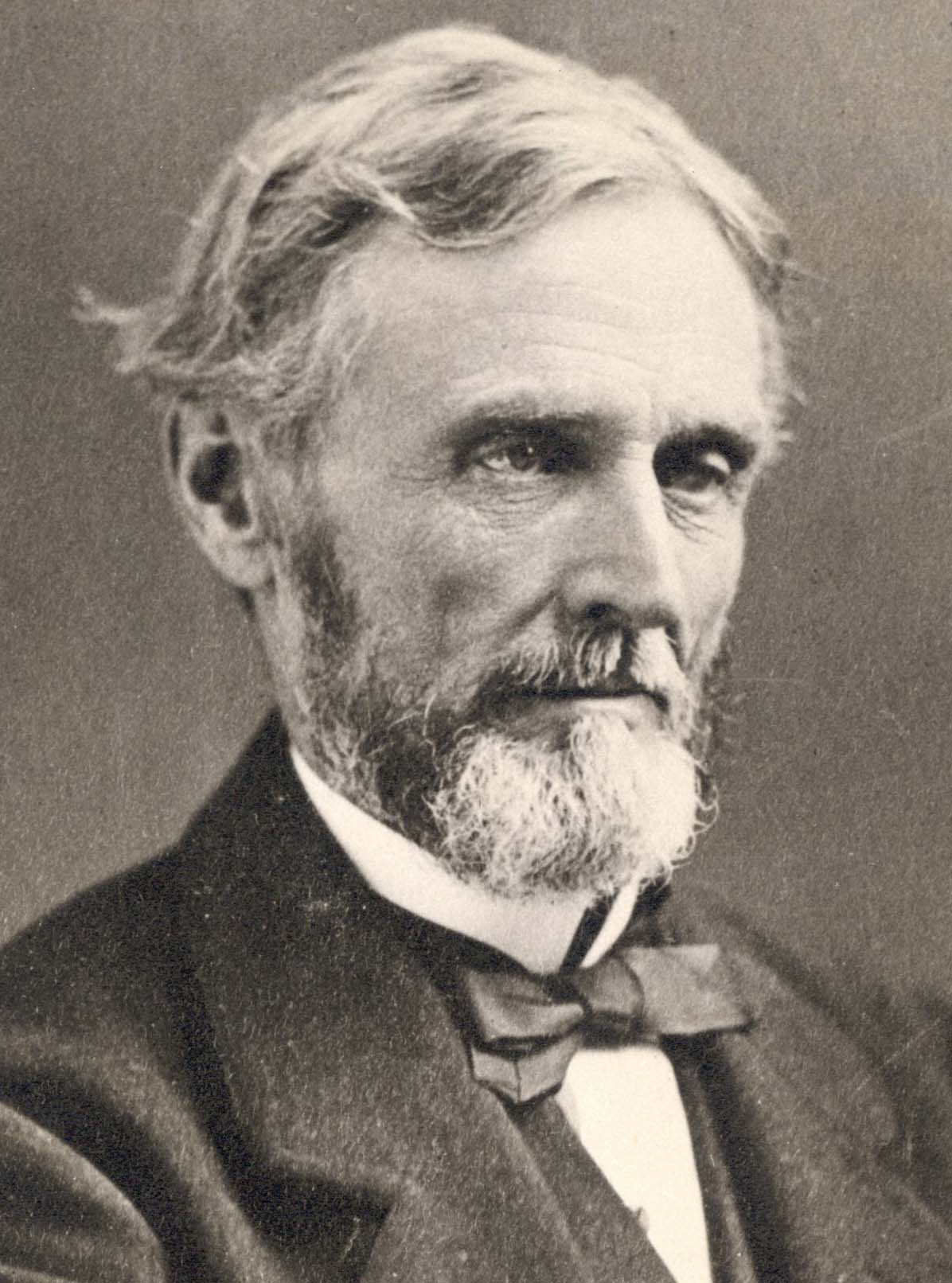
晩年のデイヴィス

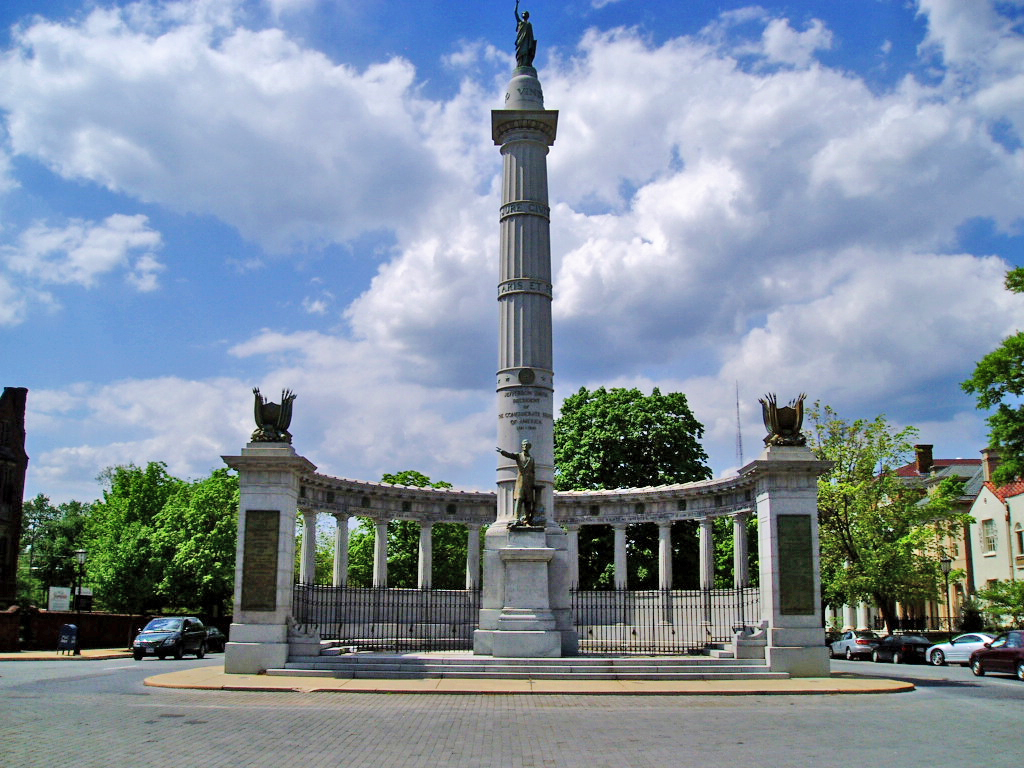
リッチモンドに建設されたジェファーソン記念堂

1865年5月19日にデイヴィスはバージニア海岸にあるフォート・モンローに収監され、それから2年間にわたって国家反逆罪の審議が終了するまで拘束された。最初の3日間は鉄の重りが足に結び付けられていたが間もなく外され、警備兵付きながらも比較的に自由な生活を許された。拘束から1年後には国家反逆罪での起訴が決まり、デイヴィスは既に解放された身となっていたが、依然としてデイヴィスに従っていた元奴隷の使用人の手を借りてミシシッピ州の不動産などを全て処分させた。翌年、連合国大統領の保釈を求める運動が起き、ホレス・グリーリー、コーネリアス・ヴァンダービルト、ガーリット・スミスを含む北部・南部州の著名な国民によって支払われた10万ドルの保釈金により、デイヴィスは要塞から解放された。
保釈中、デイヴィスはカナダやキューバなどの近隣地域を訪問した後、在職中には叶わなかった欧州諸国への歴訪を行った。1869年2月、合衆国議会でデイヴィスへの起訴を取り下げるべきとする動議が出され、議案自体は否決されたもののデイヴィスへの国家反逆罪に関する起訴は実際に取り下げられた。自由の身となったデイヴィスは旧連合国支持者のネットワークから、テネシー州メンフィスに本社を置くノースカロライナ保険会社の顧問に招致された。更にテキサス工科大学からは学長に打診されたが、これは辞退している。1876年、デイヴィスは対南米貿易奨励協会を発足させ、南米貿易の拡充を主張する形で部分的に政治活動を再開した。
その後もデイヴィスは欧州と南部を往復しながら政治活動を続け、連合国時代の回想録となる『The Rise and Fall of the Confederate Government』（アメリカ連合国の興亡）を執筆するなど、連合国の大義を訴え続けた。失われた連合政府の大義に殉じる彼の姿は南部の民衆に深い敬意を抱かせ、また敗戦の痛手が残る南部諸州を幾度に亘って歴訪することで戦時中にはなかった民衆との結束が深まっていった。南部人の間に所謂「南部の失われた大義」論が形成されていく中、デイヴィスは高潔で理想主義的な人柄と南部諸州の自治のために生涯を費やした姿から、連合国国民にとって誇るべき指導者であったと見なされた。南部諸州を歴訪する旅で彼は各州の旧連合国を偲ぶ集会に招致され、民衆から温かい賞賛と労いの言葉で迎えられた。
1889年10月、デイヴィスは南部連合国に関する記録である『南部連合の物語』を書き終えた2ヵ月後、ニューオーリンズで81年の生涯を閉じた。彼の葬儀は南部出身の偉人達の中でも特に大規模であり、ニューオーリンズからかつての連合国首都であったリッチモンドに至るまで各地で葬列に人々が加わり、大勢の参列者がデイヴィスの死を悼み弔った。遺骸はニューオーリンズにある北バージニア軍の戦没者墓地に埋葬されたが、1893年に夫人の要望でバージニア州リッチモンドのハリウッド墓地に改葬された。

### 二次資料
- Allen, Felicity. Jefferson Davis: Unconquerable Heart (1999) online edition
- Ballard, Michael.  Long Shadow: Jefferson Davis and the Final Days of the Confederacy (1986) online edition
- Cooper, William J. Jefferson Davis, American (2000), 848pp; a standard biography
- Cooper, William J. Jefferson Davis and the Civil War Era (2008) excerpt and text search; 128 pages; 9 short essays
- Current, Richard, ed. The Confederacy (1998), useful 1-vol encyclopedia short version of Current, ed. Encyclopaedia of the Confederacy (4 vol. 1994)
- Davis, William C. Jefferson Davis: The Man and His Hour (1991) a standard biography excerpt and text search
- Dawson, Joseph G. III. "Jefferson Davis and the Confederacy’s ‘Offensive-Defensive’ Strategy in the U.S. Civil War," Journal of Military History, 73 (April 2009), 591–607.
- Dodd, William E. Jefferson Davis (1907), 396pp; outdated scholarly biography online edition
- Eaton, Clement. Jefferson Davis (1977), a standard biography
- Escott, Paul. After Secession: Jefferson Davis and the Failure of Confederate Nationalism (1978).
- Hattaway, Herman, and Richard E. Beringer. Jefferson Davis, Confederate President. (2001), scholarly study of war years
- Neely Jr., Mark E. Confederate Bastille: Jefferson Davis and Civil Liberties (1993) online edition
- Rable; George C. The Confederate Republic: A Revolution against Politics. (1994). online edition
- Stoker, Donald, “There Was No Offensive-Defensive Confederate Strategy,” Journal of Military History, 73 (April 2009), 571–90.
- Strode, Hudson.  Jefferson Davis (3 vols., 1955–1964), old popular biography
- Swanson, James L. Bloody Crimes: The Chase for Jefferson Davis and the Death Pageant for Lincoln's Corpse. New York: HarperCollins, 2010.
- Thomas, Emory M. The Confederate Nation, 1861-1865 (1979), scholarly history of CSA

### 重要資料
- Davis, Jefferson. Jefferson Davis: The Essential Writings, ed. by William J. Cooper, Jr. (2003), 496pp
- Dunbar Rowland, ed., Jefferson Davis: Constitutionalist; His Letters, Papers, and Speeches (10 vols., 1923).
- The Papers of Jefferson Davis (1971- ), edited by Haskell M. Monroe, Jr., James T. McIntosh, and Lynda L. Crist; latest is vol. 12 (2008) to December 1870 published by Louisiana State University Press
- Jefferson Davis. The Rise and Fall of the Confederate Government (1881; numerous reprints)